# 10099 Glazebrook
A 10099 Glazebrook (ideiglenes jelöléssel 1991 VB9) egy kisbolygó a Naprendszerben. A Spacewatch program keretében fedezték fel 1991. november 4-én.